# Дингирае
Дингирае (фр. Dinguiraye) — город на северо-востоке центральной части Гвинеи, административный центр префектуры Дингирае. Население 14 113 человек (2022).

## История

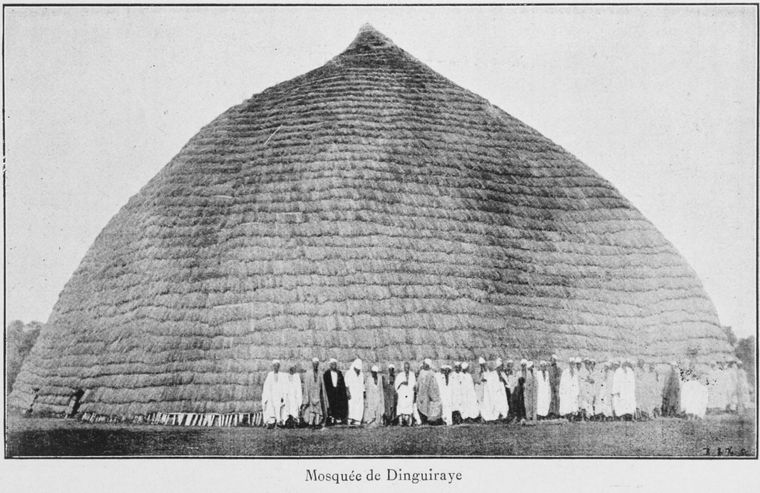
Мечеть

«Дингирае» в переводе с пулара означает «волиный парк». Согласно устным преданиям, Эль-Хадж Омар попросил добровольца Самбу Полела указать подходящее место жительства. Полел обнаружил стадо буйволов, волов и диких антилоп в месте, которое тогда называли «Дингирае». Город был одним из мест проповеди имама Эль-Хаджа Омара, который также основал здесь большую мечеть около 1850 года.